# Aldea del Rey
Aldea del Rey là một đô thị thuộc Ciudad Real, Castile-La Mancha, Tây Ban Nha. Đô thị này có dân số là 2.106.

## Dân số
| 1991  | 1996  | 2001  | 2006  |
| ----- | ----- | ----- | ----- |
| 2.370 | 2.240 | 2.109 | 2.015 |